# Las Jarrillas
Las Jarrillas är en ort i Mexiko.   Den ligger i kommunen San Luis Potosí och delstaten San Luis Potosí, i den centrala delen av landet, 400 km nordväst om huvudstaden Mexico City. Las Jarrillas ligger 1 690 meter över havet och antalet invånare är 319.
Terrängen runt Las Jarrillas är platt åt nordost, men åt sydväst är den kuperad. Runt Las Jarrillas är det ganska tätbefolkat, med 90 invånare per kvadratkilometer. Närmaste större samhälle är El Zapote, 16,0 km sydväst om Las Jarrillas. Omgivningarna runt Las Jarrillas är i huvudsak ett öppet busklandskap.